# 三田市立ゆりのき台小学校
三田市立ゆりのき台小学校（さんだしりつ ゆりのきだいしょうがっこう）は、兵庫県三田市ゆりのき台四丁目にある公立小学校。
通称は「ゆり小」愛称は「ビーミーの丘」である。ウッディタウンで最後に開かれた住宅団地である「ゆりのき台」に立地している。
令和6年5月1日現在の児童数は1154人。阪神北県民局管内では最多の児童数を有する小学校である。

## 歴史・沿革
- 1995年 - 開校。

### 児童数の変遷
- 1995年 - 347名
- 1996年 - 493名
- 1997年 - 692名
- 1998年 - 893名
- 1999年 - 1017名
- 2000年 - 1032名
- 2001年 - 1057名
- 2002年 - 1037名
- 2003年 - 1031名
- 2004年 - 987名
- 2005年 - 879名
- 2006年 - 828名
- 2007年 - 743名
- 2008年 - 681名
- 2014年 - 606名
- 2015年 - 650名
- 2017年 - 777名
- 2022年 - 1121名
- 2024年 - 1154名

## 卒業後の進路
- 三田市立ゆりのき台中学校